# Psyllaephagus exiguus
Psyllaephagus exiguus är en stekelart som beskrevs av Edgar F. Riek 1962. Psyllaephagus exiguus ingår i släktet Psyllaephagus och familjen sköldlussteklar. Inga underarter finns listade i Catalogue of Life.